# 浜松荘
浜松荘（はままつのしょう）は、遠江国敷知郡（現在の静岡県浜松市・湖西市付近）にあった荘園。戦国時代には中心地であった引間城（曳馬城）に因んで引間領（曳馬領）とも呼ばれた。
『和名抄』に登場する浜松郷の後身とみられ、『吾妻鏡』養和元年（1181年）閏2月17日条に登場することから、平安時代末期には存在したと推定されるが、具体的な成立経緯は不明。
鎌倉時代には皇室領となっており、安嘉門院から室町院、次いで亀山法皇に継承されて大覚寺統領として位置づけられた。また、この時期に西園寺公衡が領家を務めていたことが文書類から判明している。
観応年間から応安年間にかけて吉良満貞が浜松荘を支配し、以後遠江国では今川氏と斯波氏が守護の地位を争う中で、浜松荘の支配権は室町時代を通じて三河吉良氏が維持してきた。
ところが今川義忠の遠江侵攻に吉良氏の浜松荘奉行（代官）であった飯尾長連が呼応した末、義忠と共に戦死してしまうと、今川氏と結んだ飯尾氏と斯波氏と結んだ大河内氏が奉行の座を争うようになる。一方、飯尾・大河内両氏の主家である三河吉良氏は同じ足利氏一門である今川氏と斯波氏の争いへの関与を避けようとした形跡がある。しかし、今川氏親が浜松荘奉行の飯尾賢連（長連の子）に味方して斯波義達を捕らえて前浜松荘奉行である大河内貞綱を滅ぼすと、今川氏に非協力的な吉良氏から浜松荘を没収して改めて飯尾賢連を奉行に任じ、賢連・乗連父子は今川氏の被官となった。
その後、浜松荘は実質上解体されて今川氏が支配する引間領に再編されるが、永禄6年（1563年）、飯尾連龍（乗連の子）が今川氏に対して反乱を起こすと、同8年（1565年）に今川氏真が飯尾氏を攻め滅ぼした（遠州忩劇）。飯尾氏の滅亡後、今川氏真は引間領の直接支配に乗り出している。間もなく、徳川家康が遠江に侵攻して引間城に本拠地を移転させているが、この際に浜松荘にちなんで城名を「浜松城」と改名している他、徳川氏支配下に発給された文書にも「浜松荘」の名称は登場している（川口七郎右衛門家蔵文書・永禄12年2月19日付徳川家康判物写）。